# Джордж (остров, Фолклендские острова)
Джордж (англ. George Island, исп. Isla Jorge) — остров в составе архипелага Фолклендские острова, который находится в южной части Атлантического океана. Расположен к югу от островов Восточный Фолкленд и Спидвелл.

## География
Площадь составляет 24 км². Представляет собой плоскую территорию, достигая лишь 18 метров над уровнем моря в высшей точке. В центральной части острова имеется несколько озёр и оврагов. Богатая авифауна.

## Экономика
Вместе с соседним островом Баррен используется как пастбище для овец (самое южное на Фолклендах). Популярен также туризм.